# Rui Veloso
Rui Veloso (portuguès: Rui Manuel Gaudêncio Veloso)  (Lisboa, 30 de juliol de 1957) és un cantant, compositor i guitarrista portuguès. Considerat per molts com el pare del rock portuguès, moviment musical sorgit a l'inici de la dècada dels 80, el seu àlbum, debut Ar de Rock (1980), inclòs l'èxit senzill "Chico Fininho", és considerat una fita del rock portuguès. Amant incondicional de la música blues, va tocar amb B.B. King diverses vegades en els espectacles de King a Portugal.

## Discografia
- 1980 - Ar De Rock
- 1982 - Fora De Moda
- 1983 - Guardador De Margens
- 1986 - Rui Veloso
- 1988 - Ao Vivo
- 1990 - Mingos & Os Samurais
- 1992 - O Auto Da Pimenta
- 1995 - Lado Lunar
- 1998 - Avenidas
- 2000 - O Melhor de Rui Veloso
- 2003 - O Concerto Acústico